# بومة الأورال
بومة الاورال (الاسم العلمي: Strix uralensis) هو نوع من فصيلة بوم حقيقي.

## وصلات خارجية
- Austrian Ural owl Competence Centre

(بالإنجليزية)